# Hydaticus amydrus
Hydaticus amydrus är en skalbaggsart som beskrevs av Guignot 1955. Hydaticus amydrus ingår i släktet Hydaticus och familjen dykare. Inga underarter finns listade i Catalogue of Life.